# Muzeum Goi w Castres
Muzeum Goi w Castres (franc. Musée Goya) – mieszczące się w Castres muzeum poświęcone sztuce hiszpańskiej, a w szczególności dziełom Francisca Goi. Mieści się w dawnym pałacu biskupim, zbudowanym w 1675 roku według projektu Jules'a Hardouina-Mansarta, architekta Wersalu. Pałac jest również znany ze swoich ogrodów zaprojektowanych przez André Le Nôtre’a.

## Historia
Muzeum powstało w 1840 roku w wyniku przejęcia przez miasto Castres kilku obrazów i kolekcji mineralogicznej i zoologicznej.
Wiele z prezentowanych obecnie dzieł sztuki było pierwotnie częścią prywatnej kolekcji malarza Marcela Briguiboula. Malarz, a później także jego jedyny syn Pierre (w 1893) i wdowa po nim (w 1927) przekazali muzeum swój majątek i kolekcję sztuki. W jej skład wchodziły trzy dzieła Francisca Goi nabyte w 1881 w Madrycie: Rada Kompanii Filipin, Portret Francisca del Mazo i Autoportret w okularach, które nadały muzeum prestiżu i były przyczyną dla której obrano kierunek na sztukę hiszpańską. Kolejni kustosze muzeum kontynuowali tę specjalizację poszerzając zbiory o następne hiszpańskie dzieła sztuki.

## Zbiory
Zbiory Muzeum Goi są różnorodne – od hiszpańskiej sztuki religijnej po sztukę nowoczesną i współczesną. Zawierają także eksponaty rzemiosła artystycznego i sztuki prekolumbijskiej. Muzeum posiada także kolekcję broni wojskowej, zbiór numizmatyczny i kolekcję ceramiki z fabryki fajansu w Castres.
Kolekcja hiszpańskiej sztuki stanowi najbardziej reprezentatywną część Muzeum Goi. Oferuje szeroki przegląd hiszpańskiej sztuki wielkich mistrzów od XIV wieku aż do dziś. Znajdują się w nim prace takich artystów jak: Rexach, Velázquez, Murillo, Ribera, Valdés Leal, Cano, Pacheco, Zurbarán, Picasso, i zwłaszcza Goya. Muzeum posiada liczne grafiki oraz trzy płótna Goi: Autoportret w okularach (1797-1800), Portret Francisca del Mazo (1808-1812) oraz Junta Kompanii Filipin (1815).

## Sale muzeum

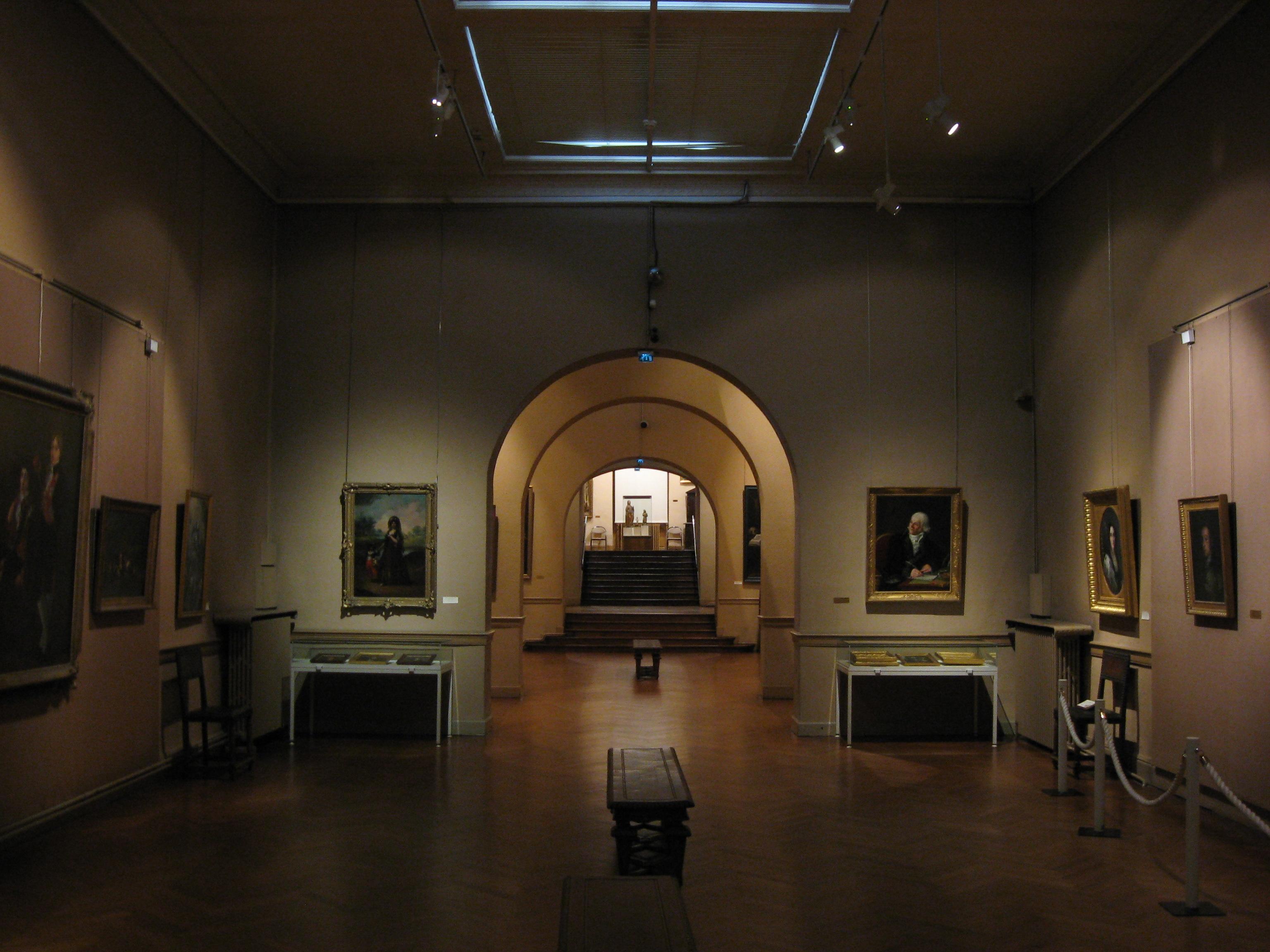
Sala Goi

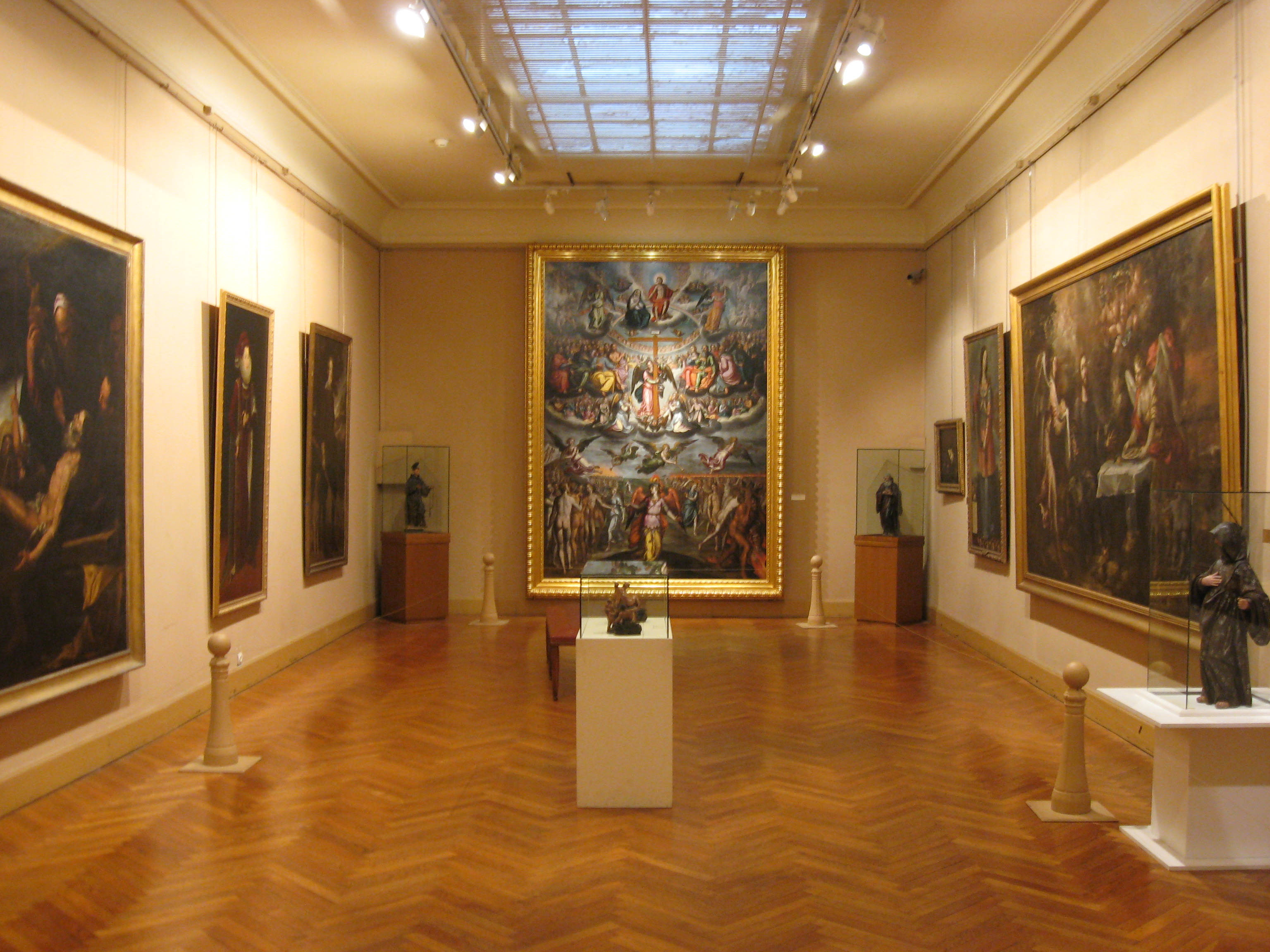
Sala Złotego Wieku

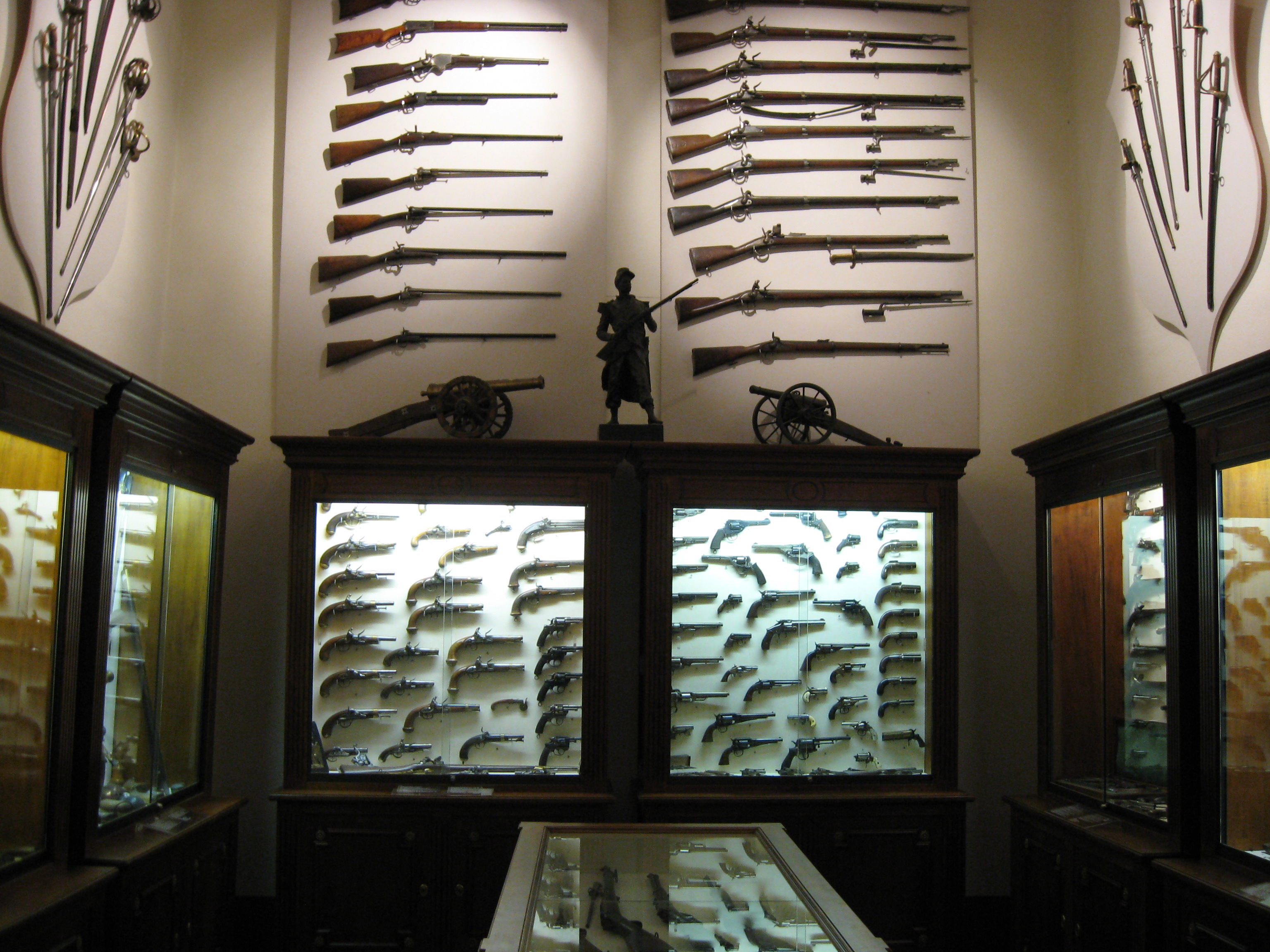
Kolekcja broni wojskowej

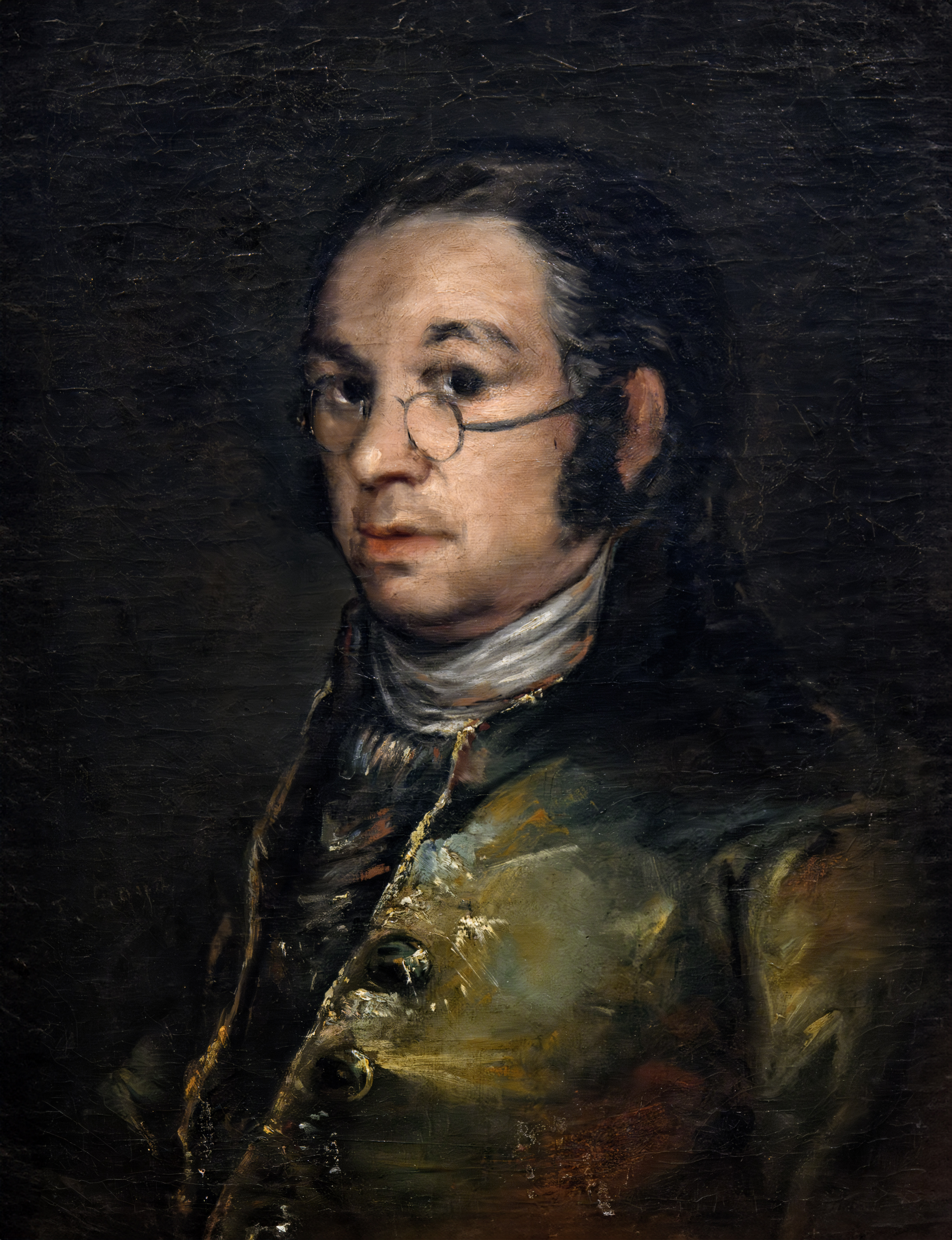
Autoportret w okularach, Muzeum Goi w Castres

### Sala Goi
- Francisco Goya: Autoportret w okularach (1797-1800), Portret Francisca del Mazo (1808-1812), Junta Kompanii Filipin (1815), cztery serie grafik
- Luis Paret y Alcázar: List
- Francisco Bayeu: Portret mężczyzny
- José Aparicio: Sócrates enseñando a un joven

### Sala Złotego Wieku
- Juan Pantoja de la Cruz: Portret Filipa III
- Francisco Pacheco: Sąd Ostateczny, Cristo servido por los ángeles en el desierto
- José de Ribera: Święty Augustyn, Męczeństwo św. Andrzeja
- Francisco de Zurbarán: Portret Alvara Velazqueza de Lara, Martyr Mercedaire
- Diego Velázquez: Portret Filipa IV
- Sebastián de Llanos y Valdés: Głowa św. Katarzyny Aleksandryjskiej
- Juan de Arellano: Kosz kwiatów
- Juan de Valdés Leal: Cristo servido por los ángeles
- Luca Giordano: Odpoczywający Herkules
- Claudio Coello: Niepokalane Poczęcie, Portret młodej Madrytki

### Sala Cano i Murilla
- Alonso Cano: Nawiedzenie, Zwiastowanie, Ślub Dziewicy Maryi
- Bartolomé Esteban Murillo: Dziewica Maryja w kaplicy

### Sala XIX wieku
- Eugenio Lucas Velázquez: El encierro, El fusilamiento, La diligencia bajo la tormenta, La Extremaunción
- Eugenio Lucas Villaamil: Sabat czarownic
- Aureliano de Beruete: Los Cigarrales, Alrededores de Toledo
- Santiago Rusiñol: El patio de los naranjos
- Joaquín Sorolla y Bastida: Portret pana Seligmana
- Hermenegildo Anglada Camarasa: Wesele w Sewilli

### Sala XX wieku
- Pablo Picasso: Portret syna Pere Romeu, Portret piszącego mężczyzny
- Ignacio Zuloaga: Portret Lucienne Bréval
- Juan Gris: Au soleil du plafond
- José María Sert: Lucha de Jacob y el ángel, El retorno del joven Tobías
- Antoni Clavé: Martwa natura
- Javier Bueno: Combatiente español
- Josep Grau-Garriga: Composition textile "a uns modernistes"
- Carlos Pradal: Cantante y guitarrista de flamenco
- Yves Brayer: Gitarzysta

### Sala Briguiboula
- Marcel Briguiboul: Autoportrait au haut de forme et à la pipe, Jeune femme arabe dite Fatma, La cigale, L'arrangement des bouquets, Enfants dans une salle d'armes ou Chez l'antiquaire